# Neck City
Neck City – miasto w Stanach Zjednoczonych, w stanie Missouri, w hrabstwie Jasper.